# Termofil
Termofilne vrste so organizmi, ki živijo v okolju, v katerem je temperatura višja od 20 ºC. Živijo v plitvih vodah tropskega pasu s temperaturo več kot 20 º>C, pa tudi v izvirih, v katerih je temperatura vode več kot 40 ºC, ter v črevesju toplokrvnih živali in v človeku.
V izvirih vroče vode (s temperaturo več kot 50 ºC) živijo modrozelene cepljivke, diatomeje, zelene alge. Živali ki ne prenašajo več kot 50 ºC, so amebe in migetalkarji;  pri temperaturi od 40 do 45 ºC pa živijo nekatere vrste polžev, maloščetincev in pršic.
Termofilne vrste so rastlinske in živalske vrste, ki naseljujejo topla območja in tople izvire; termofilne bakterije povzročajo samoogrevanje.